# جرذ فضي البطن
جرذ فضي البطن (الاسم العلمي: Rattus argentiventer) (بالإنجليزية: Ricefield Rat)‏ هو نوع من الحيوانات يتبع جنس الجرذ من الفصيلة الفأرية.